# Фабій Тіціан
Фабій Тіціан (*Fabius Titianus, д/н — бл. 353) — державний і військовий діяч Римської імперії.

## Життєпис
Походження достеменно невідомо. Перша відома посада — коректор провінції Фламінія і Піцен. За цим був, консуляром Сицилії. Десь в проміжку 324 і 337 роками обіймав посаду проконсула Азії та увійшов до жрецької колегії квіндецемвірів священнодійств. Водночас був членом імперської ради при Костянтині I, від якого отримав титул comes primi ordinis. У 337 році стає консулом (разом з Флавієм Феліціаном).
Після смерті імператора продовжив службу при Константі. Останній призначив Тіціана 25 жовтня 339 року міським префектом Риму. Обіймав цю посаду до 25 лютого 341 року. У 341/342—350 роках був преторіанським префектом Галлії. Останній закон, адресований Фабію як префекту датується 12 листопада 350 року.
Під час повстання Магненція перейшов на його бік, за що був знову призначається міським префектом Риму. Обіймав посаду до 1 березня 351 року.
Незадовго до битви при Мурсі у вересні 351 року Тіціан прибув до імператора Констанцію II в якості посла Магненція. Він звинуватив синів Костянтина I в тому, що через їхній недогляд руйнувалися міста, і радив імператору зректися влади на користь Магненція. Цю пропозицію було відкинуто. Втім Тіціан був вільно відпущений до Магненція. Ймовірно, саме про цей випадок згадує Фемістій, що повідомляв про якогось прибічника узурпатора, який образив Констанція II, але не був ним покараний.
Ймовірно, загинув 353 року після остаточної поразки Магненція.